# Обработка сигналов
Обработка сигналов — область радиотехники, в которой осуществляется восстановление, разделение информационных потоков, подавление шумов, сжатие данных, фильтрация, усиление сигналов.
Теория обработки сигналов — совокупность математических методов, описывающих преобразования аналоговых сигналов посредством технических устройств, представляемых в данной теории в идеализированном виде.
Например, приём сигнала на фоне шума описывается в виде процедуры фильтрации сигнала посредством фильтра, при этом ставится задача максимально ослабить шумы и помехи и минимально исказить принимаемый сигнал.

## Классификация сигналов
Сигналы могут быть как аналоговыми, так и цифровыми и иметь различные источники.
Существует множество направлений обработки сигналов, зависящие от их природы.
Для аналоговых сигналов обработка может включать усиление и фильтрацию, модуляцию и демодуляцию. Для цифровых сигналов также осуществляется сжатие, обнаружение и исправление ошибок и пр.
- Аналоговая обработка сигналов — для неоцифрованных сигналов, таких как радио-, телефонные или телевизионные сигналы. Цифровая обработка сигналов — для оцифрованных сигналов. Обработка осуществляется с помощью цифровых схем, в том числе с помощью программных решений.
- Статистическая обработка сигналов — включает анализ и получение информации из сигналов, основываясь на их статистических свойствах.
- Обработка звука — для электрических сигналов, представляющих звук, например, музыку.
- Распознавание речи — для обработки и интерпретации речи.
- Обработка изображений — в цифровых камерах, компьютерах и подобных системах.
- Обработка видео — для обработки движущихся изображений.

## Анализ сигналов
Анализ сигналов — извлечение информации из сигнала, например, выявление и обособление интересующих особенностей в экспериментально полученной функции. Существуют корреляционный анализ сигналов и спектральный анализ сигналов.
Спектральный анализ сигналов. Вероятно, наиболее распространённым видом анализа сигналов является преобразование Фурье временного сигнала в частотную область для получения спектра частот сигнала. Для анализа сигналов, в частности для получения временно-частотного представления также могут быть использованы другие преобразования, такие как оконное преобразование Фурье и непрерывное вейвлет-преобразование. Другие разновидности анализа сигналов включают подбор параметров, например поиск наилучшего приближения методом наименьших квадратов.